# Иоахим Эрнст (маркграф Бранденбург-Ансбаха)
Иоахим Эрнст Бранденбург-Ансбахский (нем. Joachim Ernst von Brandenburg-Ansbach; 22 июня 1583, Кёльн-на-Шпрее — 7 марта 1625, Ансбах) — маркграф Ансбахского княжества в 1603—1625 годах.

## Биография
Иоахим Эрнст — сын курфюрста Иоганна Георга Бранденбургского и его третьей супруги Елизаветы Ангальт-Цербстской. В 1603 году стал правителем маркграфства Бранденбург-Ансбах после смерти Георга Фридриха Старшего, последнего представителя Ансбах-Егерндорфской ветви старшей линии Гогенцоллернов. Является основателем младшей линии франконских Гогенцоллернов.
Георг Фридрих урегулировал права наследования в обоих франконских владениях — Бранденбург-Ансбахе и Бранденбург-Кульмбахе — в Герском династийном договоре, заключённом в 1598 году. Согласно данному договору Иоахим Эрнст становился правителем маркграфства Бранденбург-Ансбах, а его старший брат Кристиан получал власть в соседнем Бранденбург-Кульмбахе, позднее Бранденбург-Байрейте.
В религиозных конфликтах начала XVII века Иоахим Эрнст стоял на стороне протестантско-кальвинистского лагеря, а потому поддерживал освободительное движение в Нидерландах. Он активно содействовал становлению Евангелической унии, которая была основана в 1608 году в секуляризированном монастыре Аухаузен близ Нёрдлингена, находившемся в его владениях. Тем не менее, с началом Тридцатилетней войны Евангелическая уния распалась в 1621 году, не выдержав военного превосходства имперского лагеря. После роспуска Евангелической унии имперская сторона возложила на Иоахима Эрнста вину за развязывание войны, и он полностью дистанцировался от своих прежних союзников.

## Потомки
В 1612 году Иоахим Эрнст женился на Софии Сольмс-Лаубахской. В этом браке родились:
- София (1614—1646), замужем за Эрдманом Августом Бранденбург-Байрейтским
- Фридрих (1616—1634), маркграф Бранденбург-Ансбаха
- Альбрехт (1617—1617)
- Альбрехт (1620—1667), маркграф Бранденбург-Ансбаха, женат на Генриетте Луизе Монбельярской, затем на Софии Маргарите Эттинген-Эттингенской, затем на Кристине Баден-Дурлахской
- Кристиан (1623—1633)